# أندي هولت (سياسي)
أندي هولت (بالإنجليزية: Andy Holt)‏ هو شخصية أعمال وسياسي أمريكي، ولد في 22 ديسمبر 1981. انتخب عضو مجلس نواب تينيسي.